# Municipio Puna
Das Municipio Puna (auch: Villa Talavera) ist ein Verwaltungsbezirk im Departamento Potosí im südamerikanischen Anden-Staat Bolivien.

## Lage im Nahraum
Das Municipio Puna ist eines von drei (bis 2006: zwei) Municipios in der Provinz José María Linares. Es grenzt im Norden an die Provinz Tomás Frías, im Westen an das Municipio Caiza „D“, im Süden an die Provinz Nor Chichas, im Südosten an das Departamento Chuquisaca und im Osten an das Municipio Ckochas. Es erstreckt sich über etwa 65 Kilometer in nord-südlicher und über 50 Kilometer in ost-westlicher Richtung.
Der zentrale Ort des Municipios ist Puna mit 1525 Einwohnern (2012) im nordwestlichen Teil des Municipios.

## Geographie
Das Municipio Puna liegt im südlichen Teil der kargen Hochebene des bolivianischen Altiplano.
Das Klima ist wegen der Binnenlage kühl und trocken und durch ein typisches Tageszeitenklima gekennzeichnet, bei dem die Temperaturschwankungen zwischen Tag und Nacht in der Regel deutlich größer sind als die jahreszeitlichen Schwankungen.
Die Jahresdurchschnittstemperatur liegt bei 13 °C und schwankt nur unwesentlich zwischen 10 °C im Juni/Juli und gut 15 °C von November bis März (siehe Klimadiagramm Vitichi). Der Jahresniederschlag beträgt nur etwa 400 mm, mit einer stark ausgeprägten Trockenzeit von April bis Oktober mit Monatsniederschlägen unter 20 mm, und einer Feuchtezeit von Dezember bis Februar mit etwa 80 mm Monatsniederschlag.

## Bevölkerung
Die Bevölkerungszahl ist zwischen 1992 und 2024 um etwa ein Drittel zurückgegangen, was damit zusammenhängt, dass der Landkreis mit Gesetz vom 15. August 2006 in die beiden selbständigen Municipios Puna und Ckochas aufgeteilt worden ist.
| Jahr | Einwohner | Quelle       |
| ---- | --------- | ------------ |
| 1992 | 25.461    | Volkszählung |
| 2001 | 24.889    | Volkszählung |
| 2012 | 21.917    | Volkszählung |
| 2024 | 16.350    | Volkszählung |

Die Bevölkerungsdichte des Municipios bei der letzten Volkszählung von 2024 betrug 11,5 Einwohner/km², der Anteil der städtischen Bevölkerung liegt bei 0 Prozent; der Anteil der unter 15-Jährigen an der Bevölkerung beträgt 44,7 Prozent (2001).
Der Alphabetisierungsgrad im Municipio Puna (Volkszählung 2001) bei den über 19-Jährigen betrug 57 Prozent, und zwar 77 Prozent bei Männern und 42 Prozent bei Frauen. Wichtigste Sprache mit einem Anteil von 99 Prozent ist Quechua, 50 Prozent der Bevölkerung sprachen Spanisch. 89 Prozent der Bevölkerung sind katholisch, 10 Prozent evangelisch.
Die Lebenserwartung der Neugeborenen lag bei 58 Jahren. 92 Prozent der Bevölkerung haben keinen Zugang zu Elektrizität, 89 Prozent leben ohne sanitäre Einrichtung (2001).

## Politik
Ergebnis der Regionalwahlen (concejales del municipio) vom 4. April 2010:
| Wahl- berechtigte |  | Wahl- beteiligung | gültige Stimmen |  | MAS-IPSP | A.A.O.Q. | AINI   | COPA  |
| ----------------- |  | ----------------- | --------------- |  | -------- | -------- | ------ | ----- |
| 9.640             |  | 7.780             | 5.332           |  | 3.177    | 1.095    | 691    | 369   |
|                   |  | 80,7 %            | 68,5 %          |  | 59,6 %   | 20,5 %   | 13,0 % | 6,9 % |

Ergebnis der Regionalwahlen (elecciones de autoridades políticas) vom 7. März 2021:
| Wahl- berechtigte |  | Wahl- beteiligung | gültige Stimmen |  | MAS-IPSP | AS      | PAN-BOL | M.O.P. |
| ----------------- |  | ----------------- | --------------- |  | -------- | ------- | ------- | ------ |
| 10.198            |  | 8.156             | 6.225           |  | 3.467    | 1.318   | 463     | 355    |
|                   |  | 79,98 %           | 76,32 %         |  | 55,69 %  | 21,17 % | 7,44 %  | 5,70 % |

## Gliederung
Das Municipio unterteilt sich heute in die folgenden neun Kantone (cantones):
- 05-1101-01 Kanton Puna – 47 Ortschaften – 5.777 Einwohner
- 05-1101-02 Kanton Capaña – 11 Ortschaften – 1.086 Einwohner
- 05-1101-03 Kanton Miculpaya – 60 Ortschaften – 5.088 Einwohner
- 05-1101-05 Kanton Vilacaya – 10 Ortschaften – 981 Einwohner
- 05-1101-06 Kanton Belén – 5 Ortschaften – 687 Einwohner
- 05-1101-08 Kanton Otavi – 43 Ortschaften – 4.359 Einwohner
- 05-1101-09 Kanton Pacasi – 11 Ortschaften – 1.161 Einwohner
- 05-1101-10 Kanton Germán Busch – 10 Ortschaften – 608 Einwohner
- 05-1101-12 Kanton Sepulturas – 11 Ortschaften – 2.170 Einwohner

Bis zur Teilung des Municipios im Jahr 2006 gehörten auch die folgenden Kantone zum Municipio Puna:
- Cantón Duraznos
- Cantón Esquiri
- Cantón Turuchipa

## Ortschaften im Municipio Puna
- Kanton Puna
  - Puna 1525 Einw. – Kepallo 943 Einw.

- Kanton Miculpaya
  - Charojsi 302 Einw. – Laguna Pampa 275 Einw. – Suquicha 270 Einw. – Chacabuco 237 Einw. – Huatina 175 Einw. – Miculpaya 129 Einw. – Ticala 63 Einw.

- Kanton Vilacaya
  - Vilacaya 194 Einw.

- Kanton Belén
  - Belén 187 Einw.

- Kanton Otavi
  - Otavi 518 Einw. – Villa Nueva 234 Einw. – Vilamani 196 Einw. – Pampa Tambo 80 Einw.

- Kanton Pacasi
  - Pacasi 675 Einw. – Cala Cala 652 Einw.

- Kanton Sepulturas
  - Sepulturas 412 Einw.